# Retiometra alascana
Retiometra alascana är en sjöliljeart som beskrevs av A. H. Clark 1936. Retiometra alascana ingår i släktet Retiometra och familjen fjäderhårstjärnor. Inga underarter finns listade i Catalogue of Life.